# Bulbophyllum aechmophorum
Bulbophyllum aechmophorum là một loài phong lan thuộc chi Bulbophyllum.